# Chumlee
Austin Lee Russell (8 de setembro de 1982), mais conhecido por seu nome artístico Chumlee, é um empresário americano e personalidade de reality shows, mais conhecido por suas aparições no programa de televisão Pawn Stars do History Channel, que retrata os negócios do dia-a-dia. na Gold and Silver Pawn Shop em Las Vegas, onde trabalha.   Chumlee foi trabalhar na loja de penhores cinco anos antes de filmar a primeira temporada,   tendo sido amigo de infância de Corey Harrison  cujo pai e avô fundaram a loja. 
Chumlee é frequentemente retratado no programa como o personagem cômico,  mas ele costuma avaliar itens em suas áreas de especialização, incluindo máquinas de pinball, tênis e videogames.     

## Biografia
Russell nasceu em 8 de setembro de 1982, em Henderson, Nevada. Quando tinha cerca de 12 anos, recebeu o apelido de "Chumlee" devido ao seu rosto e queixo grandes, o que levou o pai de um de seus amigos a comentar que ele se parecia com Chumley, a morsa da série animada de TV Tennessee Tuxedo..   
Quando criança, ele se tornou amigo de Corey Harrison,  cujo pai, Rick Harrison, e avô, Richard Harrison, abriram a Gold & Silver Pawn Shop em 1989. 

## Carreira
Chumlee começou a trabalhar para a Loja de Penhores Gold & Silver aos 21 anos.  Ele trabalhou lá por cinco anos antes de filmar a primeira temporada do reality show Pawn Stars em julho de 2009.   Suas funções incluem trabalho atrás do balcão da loja, como testar itens, carregar itens e emitir tíquetes para itens comprados pelos clientes.  
Na série, ele é retratado como o contraponto cômico, muitas vezes alvo de piadas dos outros por sua aparente falta de inteligência e sua incompetência,  pela qual ele tem sido referido como um "idiota da aldeia".     Chumlee respondeu explicando que é subestimado e aponta sua experiência em máquinas de pinball, que utiliza no episódio "Pinball Wizards" da segunda temporada, para surpresa de Corey, como exemplo de área na qual tem conhecimento. 

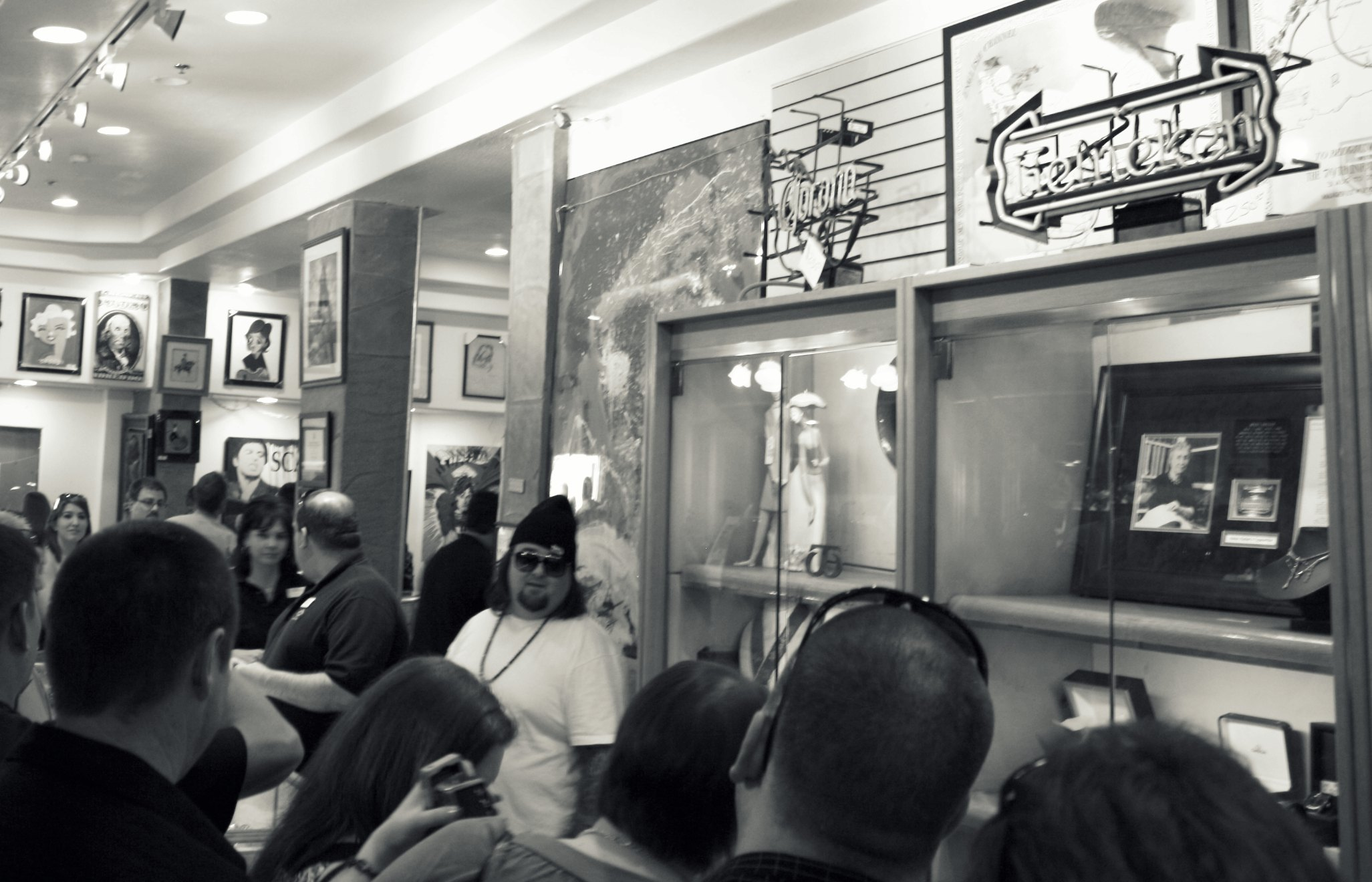
Chumlee na Gold and Silver Pawn Shop

Chumlee emergiu como o membro do elenco emergente,     e um dos favoritos dos fãs da série.   Como resultado do sucesso do programa, ele formou sua própria empresa vendendo novidades de sua própria autoria e organizou suas apresentações pessoais. Ele vendeu metade de sua participação na empresa em 2010 para Rick Harrison por US$ 155 mil, para que a loja pudesse atender aos pedidos de suas mercadorias com mais eficiência.  As vendas de mercadorias de Chumlee ultrapassaram outras estrelas do show devido à sua popularidade. 
Chumlee fez uma aparição especial, ao lado de Rick e Corey Harrison, no episódio "iLost My Head in Vegas", da série de TV americana iCarly.  
Em maio de 2017, Chumlee abriu uma loja de doces, Chumlee's Candy on the Boulevard, do outro lado da rua da Gold and Silver Pawn Shop em Las Vegas. 

## Vida pessoal
Chumlee gosta de colecionar sapatos, possuindo mais de 200 pares. Ele também gosta de esportes, Pokémon Trading Card Game, videogames e skate. Ele é fã de punk rock e rap.   Ele é fã das séries de TV Boardwalk Empire, Sons of Anarchy e Breaking Bad.  Ele gosta de dirigir seu Buick Regal 1986, que ele personalizou com elevadores hidráulicos na frente e atrás.  Desde 2013, ele possuía uma coleção de carros que incluía um Rolls-Royce Phantom, Maserati GranTurismo, Cadillac Escalade, Range Rover e um Impala SS 1964. 
Em setembro de 2013, Chumlee alterou seus hábitos de vida e perdeu 34kg em um ano, praticando exercícios em uma academia seis dias por semana e melhorando sua dieta, incluindo beber mais suco, comer mais vegetais e se abster de carne vermelha, uma mudança que foi inspirada na morte de seu pai, aos 54 anos, de câncer no pâncreas, duas semanas antes da estreia de Pawn Stars.  A dieta de Chumlee permitiu que ele pudesse andar em um hovercraft que comprou no início da série, que tinha uma restrição de peso máximo de 110kg. Mais tarde, ele recuperou o peso, pesando até 260kg em janeiro de 2019. Ele passou por uma cirurgia de manga gástrica, o que o levou a perder 73kg até outubro de 2021. 

## Problemas legais
Em 9 de março de 2016, a casa de Chumlee foi invadida durante uma investigação sobre alegações de agressão sexual. Durante buscas em sua residência, a polícia encontrou metanfetamina, maconha, Xanax e várias armas de fogo. Também foram encontradas evidências de possível uso de cocaína. Chumlee foi preso, mas libertado sob fiança no dia seguinte e deve comparecer ao tribunal dias depois.      
Em 23 de maio de 2016, Chumlee foi acusado de 20 acusações criminais, incluindo acusações de drogas e armas. David Chesnoff, advogado de Russell, confirmou que Russell se confessou culpado de uma acusação criminal de posse de arma de fogo (posse ilegal de arma de fogo) e de uma contravenção grave de tentativa de posse de drogas em um acordo que exige três anos de liberdade condicional e aconselhamento.  